# Oskar Stachnik
Oskar Stachnik (1 de marzo de 1998) es un deportista de Polonia que compite en atletismo. Ganó una medalla de plata en el Campeonato Mundial de Atletismo Sub-20 de 2016, en la prueba de lanzamiento de disco.